# Баевич, Душан
Ду́шан Ба́евич (сербохорв. Dušan Bajević / Душан Бајевић; род. 10 декабря 1948, Мостар, ФНРЮ) — югославский футболист, нападающий, югославский и боснийский футбольный тренер. Один из лучших футболистов Боснии и Герцеговины в истории.

## Карьера

### Клубная
Душан Баевич попал в клуб «Вележ» из своего родного города Мостар в 1963 году, а уже 13 сентября 1966 года, состоялся дебют 17-летнего Баевича в основном составе «Вележа». Высокий, техничный, хорошо играющий головой Баевич уже во втором сезоне стал основным игроком команды и забил 12 голов в чемпионате Югославии. Одним из самых успешных сезонов для Душана стал сезон 1969/70, когда «Вележ» занял третье место, а сам Баевич, с 20-ю голами стал лучшим бомбардиром чемпионата, поделив первое место со Слободаном Сантрачем. В 1972 году Баевич стал первым игроком, удостоившимся звания Футболист года в Югославии. В сезонах 1972/73 и 1973/74 Баевич стабильно забивал по 20 голов, а «Вележ» дважды занимал второе место в чемпионате.
В 1977 году Баевич принимает предложение из Греции и переходит в афинский АЕК. В первый же сезон в Греции Баевич выигрывает так называемый «золотой дубль», чемпионат и Кубок Греции, к тому же Баевич с 9-ю голами становится лучшим бомбардиром розыгрыша Кубка Греции. В 1979 году Баевич вновь выигрывает чемпионат и вновь становится с 9-ю голами лучшим бомбардиром розыгрыша Кубка Греции. Следующий сезон становится неудачным для команды, которая заняла всего лишь четвёртое место в чемпионате, однако сам Баевич с 25-ю голами стал первым иностранцем, занявшим первое место в списке лучших бомбардиров чемпионата Греции.
В середине 1981 года Баевич вернулся в «Вележ» чтобы отыграть за него ещё два сезона. Всего-же в составе «Вележа» Баевич провёл 13 сезонов, за которые сыграл 568 матчей (из них 322 в чемпионате) и забил 468 голов (из них 166 в чемпионате). 166 голов в чемпионате Югославии ставят Баевича на третье место в списке лучших бомбардиров чемпионата за всю его историю, после Слободана Сантрача и Дарко Панчева.

### В сборной
В сборной Югославии Душан Баевич дебютировал 8 апреля 1970 года в товарищеском матче со сборной Австрии, завершившимся со счётом 1:1, причём именно Баевич стал автором единственного гола сборной Югославии. В составе сборной Баевич принял участие в чемпионате мира 1974 года. Свой последний матч за сборную Баевич провёл в отборочном турнире чемпионата мира 1978 года против сборной Румынии 8 мая 1977 года, тот матч завершился поражением югославов со счётом 0:2. Всего же за сборную Баевич сыграл 37 официальных матчей, в которых забил 29 голов, из них 5 14 июня 1972 года в товарищеском матче со сборной Венесуэлы, это достижение является рекордом национальной сборной Югославии. Также Баевич сыграл 9 матчей за молодёжную сборную Югославии, в которых забил 4 гола, и 1 матч за юношескую сборную Югославии.
| Матчи и голы Баевича за сборную Югославии | Матчи и голы Баевича за сборную Югославии | Матчи и голы Баевича за сборную Югославии | Матчи и голы Баевича за сборную Югославии | Матчи и голы Баевича за сборную Югославии | Матчи и голы Баевича за сборную Югославии |
| №                                         | Дата                                      | Оппонент                                  | Счёт                                      | Голы                                      | Соревнование                              |
| ----------------------------------------- | ----------------------------------------- | ----------------------------------------- | ----------------------------------------- | ----------------------------------------- | ----------------------------------------- |
| 1                                         | 8 апреля 1970                             | Австрия                                   | 1:1                                       | 1                                         | Товарищеский матч                         |
| 2                                         | 12 апреля 1970                            | Венгрия                                   | 2:2                                       | -                                         | Товарищеский матч                         |
| 3                                         | 6 мая 1970                                | Румыния                                   | 0:0                                       | -                                         | Товарищеский матч                         |
| 4                                         | 13 мая 1970                               | ФРГ                                       | 0:1                                       | -                                         | Товарищеский матч                         |
| 5                                         | 10 сентября 1970                          | Австрия                                   | 1:0                                       | 1                                         | Товарищеский матч                         |
| 6                                         | 11 октября 1970                           | Нидерланды                                | 1:1                                       | -                                         | Отборочный матч к ЧЕ 1972                 |
| 7                                         | 14 октября 1970                           | Люксембург                                | 2:0                                       | -                                         | Отборочный матч к ЧЕ 1972                 |
| 8                                         | 28 октября 1970                           | СССР                                      | 0:4                                       | -                                         | Товарищеский матч                         |
| 9                                         | 18 ноября 1970                            | ФРГ                                       | 2:0                                       | -                                         | Товарищеский матч                         |
| 10                                        | 30 апреля 1972                            | СССР                                      | 0:0                                       | -                                         | Отборочный матч к ЧЕ 1972                 |
| 11                                        | 14 июня 1972                              | Венесуэла                                 | 10:0                                      | 5                                         | Товарищеский матч                         |
| 12                                        | 18 июня 1972                              | Боливия                                   | 1:1                                       | -                                         | Товарищеский матч                         |
| 13                                        | 22 июня 1972                              | Парагвай                                  | 2:1                                       | 2                                         | Товарищеский матч                         |
| 14                                        | 25 июня 1972                              | Перу                                      | 2:1                                       | 2                                         | Товарищеский матч                         |
| 15                                        | 29 июня 1972                              | Шотландия                                 | 2:2                                       | 1                                         | Товарищеский матч                         |
| 16                                        | 2 июля 1972                               | Бразилия                                  | 0:3                                       | -                                         | Товарищеский матч                         |
| 17                                        | 6 июля 1972                               | Чехословакия                              | 2:1                                       | 1                                         | Товарищеский матч                         |
| 18                                        | 9 июля 1972                               | Аргентина                                 | 4:2                                       | 2                                         | Товарищеский матч                         |
| 19                                        | 11 октября 1972                           | Англия                                    | 1:1                                       | -                                         | Товарищеский матч                         |
| 20                                        | 19 октября 1972                           | Испания                                   | 2:2                                       | 2                                         | Отборочный матч к ЧМ 1974                 |
| 21                                        | 19 ноября 1972                            | Греция                                    | 1:0                                       | -                                         | Отборочный матч к ЧМ 1974                 |
| 22                                        | 4 февраля 1973                            | Тунис                                     | 5:0                                       | 2                                         | Товарищеский матч                         |
| 23                                        | 9 мая 1973                                | ФРГ                                       | 1:0                                       | 1                                         | Товарищеский матч                         |
| 24                                        | 13 мая 1973                               | Польша                                    | 2:2                                       | -                                         | Товарищеский матч                         |
| 25                                        | 26 сентября 1973                          | Венгрия                                   | 1:1                                       | -                                         | Товарищеский матч                         |
| 26                                        | 21 октября 1973                           | Испания                                   | 0:0                                       | -                                         | Отборочный матч к ЧМ 1974                 |
| 27                                        | 19 декабря 1973                           | Греция                                    | 4:2                                       | 1                                         | Отборочный матч к ЧМ 1974                 |
| 28                                        | 5 июня 1974                               | Англия                                    | 2:2                                       | -                                         | Товарищеский матч                         |
| 29                                        | 18 июня 1974                              | Заир                                      | 9:0                                       | 3                                         | Чемпионат мира 1974                       |
| 30                                        | 22 июня 1974                              | Шотландия                                 | 1:1                                       | -                                         | Чемпионат мира 1974                       |
| 31                                        | 30 июня 1974                              | Польша                                    | 1:2                                       | -                                         | Чемпионат мира 1974                       |
| 32                                        | 30 января 1977                            | Колумбия                                  | 1:0                                       | 1                                         | Товарищеский матч                         |
| 33                                        | 1 февраля 1977                            | Мексика                                   | 1:5                                       | 1                                         | Товарищеский матч                         |
| 34                                        | 8 февраля 1977                            | Мексика                                   | 1:0                                       | 1                                         | Товарищеский матч                         |
| 35                                        | 23 марта 1977                             | СССР                                      | 2:4                                       | 1                                         | Товарищеский матч                         |
| 36                                        | 30 апреля 1977                            | ФРГ                                       | 1:2                                       | 1                                         | Товарищеский матч                         |
| 37                                        | 8 мая 1977                                | Румыния                                   | 0:2                                       | -                                         | Отборочный матч к ЧМ 1978                 |

Итого: 37 матчей / 29 голов; 15 побед, 14 ничьих, 8 поражений.

## Достижения

### Командные
«Вележ»
- Серебряный призёр чемпионата Югославии (2): 1972/73, 1973/74
- Бронзовый призёр чемпионата Югославии: 1969/70

АЕК (Афины)
- Чемпион Греции (2): 1977/78, 1978/79
- Серебряный призёр чемпионата Греции: 1980/81
- Обладатель Кубка Греции: 1977/78
- Финалист Кубка Греции: 1978/79

### Тренерские
«Вележ»
- Серебряный призёр чемпионата Югославии: 1986/87
- Бронзовый призёр чемпионата Югославии (2): 1985/86, 1987/88
- Обладатель Кубка Югославии: 1985/86

АЕК (Афины)
- Чемпион Греции (4): 1988/89, 1991/92, 1992/93, 1993/94
- Серебряный призёр чемпионата Греции (2): 1989/90, 1995/96
- Бронзовый призёр чемпионата Греции (2): 1990/91, 2002/03
- Обладатель Кубка Греции: 1995/96
- Финалист Кубка Греции (3): 1993/94, 1994/95, 2008/09
- Обладатель Суперкубка Греции: 1989
- Обладатель Кубка Греческой Лиги: 1989/90

«Олимпиакос» (Пирей)
- Чемпион Греции (4): 1996/97, 1997/98, 1998/99, 2004/05
- Обладатель Кубка Греции (2): 1998/99, 2004/05

ПАОК
- Обладатель Кубка Греции: 2000/01

«Арис» (Салоники)
- Финалист Кубка Греции: 2007/08

### Личные
- Футболист года в Югославии: 1972
- Лучший бомбардир чемпионата Югославии: 1969/70 (20 голов)
- Лучший бомбардир Кубка Независимости Бразилии: 1972 (13 голов)
- Лучший бомбардир чемпионата Греции: 1979/80 (25 голов)
- Лучший бомбардир Кубка Греции (2): 1978 (9 голов), 1979 (9 голов)
- 3-е место в списке лучших бомбардиров чемпионата Югославии за все времена: 166 голов
- Тренер года в Греции (6): 1996, 1998, 1999, 2001, 2003, 2008

## Статистика выступлений
| Клуб             | Сезон            | Лига | Лига | Кубки | Кубки | Еврокубки | Еврокубки | Итого | Итого |
| Клуб             | Сезон            | Игры | Голы | Игры  | Голы  | Игры      | Голы      | Игры  | Голы  |
| ---------------- | ---------------- | ---- | ---- | ----- | ----- | --------- | --------- | ----- | ----- |
| Вележ            | 1966/67          | 10   | 1    | 0     | 0     | 0         | 0         | 10    | 1     |
| Вележ            | 1967/68          | 29   | 12   | ?     | ?     | 0         | 0         | 29+   | 12+   |
| Вележ            | 1968/69          | 34   | 17   | ?     | ?     | 0         | 0         | 34+   | 17+   |
| Вележ            | 1969/70          | 31   | 20   | ?     | ?     | 0         | 0         | 31+   | 20+   |
| Вележ            | 1970/71          | 33   | 17   | 1+    | ?     | 0         | 0         | 34+   | 17+   |
| Вележ            | 1971/72          | 34   | 20   | ?     | ?     | 0         | 0         | 34+   | 20+   |
| Вележ            | 1972/73          | 31   | 20   | -     | -     | 0         | 0         | 31    | 20    |
| Вележ            | 1973/74          | 25   | 15   | ?     | ?     | 2         | 0         | 27+   | 15+   |
| Вележ            | 1974/75          | 21   | 9    | ?     | ?     | 4         | 2         | 25+   | 11+   |
| Вележ            | 1975/76          | 0    | 0    | 0     | 0     | 0         | 0         | 0     | 0     |
| Вележ            | 1976/77          | 28   | 13   | ?     | ?     | 0         | 0         | 28+   | 13+   |
| Вележ            | Итого            | 276  | 144  | 1+    | ?     | 6         | 2         | 283+  | 146+  |
| АЕК (Афины)      | 1977/78          | 19   | 4    | 5     | 9     | 0         | 0         | 24    | 13    |
| АЕК (Афины)      | 1978/79          | 29   | 24   | 8     | 9     | 4         | 4         | 41    | 37    |
| АЕК (Афины)      | 1979/80          | 32   | 25   | 3     | 2     | 2         | 0         | 37    | 27    |
| АЕК (Афины)      | 1980/81          | 27   | 12   | 6     | 3     | 1         | 0         | 34    | 15    |
| АЕК (Афины)      | Итого            | 107  | 65   | 22    | 23    | 7         | 4         | 136   | 92    |
| Вележ            | 1981/82          | 24   | 11   | ?     | ?     | 6         | 6         | 30+   | 17+   |
| Вележ            | 1982/83          | 21   | 11   | ?     | 0     | 0         | 0         | 21+   | 11    |
| Вележ            | Итого            | 45   | 22   | ?     | ?     | 6         | 6         | 51+   | 28+   |
| Всего за «Вележ» | Всего за «Вележ» | 321  | 166  | 1+    | ?     | 12        | 8         | 334+  | 174+  |
| Всего за карьеру | Всего за карьеру | 428  | 231  | 23+   | 23+   | 19        | 12        | 470+  | 266+  |